# Octave Feuillet
Octave Feuillet, född 10 augusti 1821, död 28 december 1890, var en fransk författare.
Feuillet var den typiske fullföljaren av 1830-talets idealistiska tradition, som han i tre årtionden talangfullt hävdade först gentemot Gustave Flaubert, sedan mot Émile Zola och dennes disciplar. Feuillet framträdde på 1840-talet med småkomedier efter Alfred de Mussets mönster, och debuterade 1852 som romanförfattare med Bellah, som med regelbundna mellanrum efterföljdes av ett tiotal romaner, bland annat Le roman d'un jeune homme pauvre (1858), Histoire de Sybille (1862), Monsieur de Camors (1867), Julia de Trécœur (1872), Un mariage dans le monde (1875), samt Honneur d'artiste (1890), de flesta först publicerade i Revue des deux mondes. Handlingen i Feuillets romaner är utan undantag förlagd till de gamla franska societetskretsarna av 1800-talets mitt. Mot 1860-talets slut märks ett vist inflytande från realismen och från 1870-talets ingång försökte Feuillet under inflytande från Alexandre Dumas d.y. ta sig an djärvare moralfrågor. Hans romaner är flitigt översatta till andra språk, och samtliga hans romaner finns även på svenska.
Feuillets hustru Valérie Dubois (1832-1906) har även hon gjort sig känd som memoar- och romanförfattare.

## Böcker på svenska
Romaner och noveller
- Delila (Dalila) (anonym översättning?, Bonnier, 1854)
- Sibylla (översättning Herman Hörner, Bonnier, 1866)
- Grefve de Camors (Monsieur de Camors) (översättning Carl Johan Backman, Hæggström, 1867)
- Julia de Trécoeur: novell (översättning Amalia Augusta de Frese, Lamm, 1872)
- Bellah (anonym översättning?, Flodin, 1874)
- Ett äktenskap i stora verlden (anonym översättning?, Bonnier, 1875)
- Filips kärleksöden (översättning C. Cederström, Looström, 1877)
- Filips flammor (översättning Turdus Merula (dvs. Aurora von Qvanten), Bonnier, 1877)
- En ung qvinnas dagbok (översättning August Theodor Paban, Leufstedt, 1878)
- Den hädangångna (anonym översättning, Åbo tidning, 1886)
- En konstnärs hedersord (Honneur d'artiste) (översättning Theodor Hasselqvist, Envall & Kull, 1891)
- Den döda (översättning E. Weer (dvs. Ellen Wester), Seelig, 1892)
- Grefve de Camors: roman från andra franska kejsardömet (Monsieur de Camors) (översättning Anna Levertin-Edström, Bonnier, 1909)
- Markisinnan (anonym översättning?, 1909)
- En fattig ädlings historia (anonym översättning?, Fröléen, 1909)
- En man af ära (översättning Mathilda Drangel, Weijmers, 1910)
- En ung kvinnas dagbok (översättning Ernst Grafström, Holmquist, 1912)
- En ung kvinnas roman (översättning Tom Wilson, Nordiska förlaget, 1914)
- Ett hedersord (La veuve) (översättning Göte Bjurman, Nordiska förlaget, 1915)
- Demonen (översättning O. S-n, B. Wahlström, 1922)
- En fattig ung mans öden (Le roman d'un jeune homme pauvre) (översättning Ernst Högman, Almqvist & Wiksell, 1924)
- En fattig ung man (fransk bearbetning: Lennart Andersson, Niloé, 1968)

Pjäser
- Återlösning: comédie i fem acter med prolog (Rédemption) (översättning Christoffer Eichhorn, Maass, 1862)
- Ett hem: komedi i en akt (Le village) (fri öfversättning af Frans Hedberg, Bonnier, 1867)
- Ett grått hårstå: proverb i en akt (fri öfversättning af Birger Schöldström, Flodin, 1874)